# Olmeda del Rey
Olmeda del Rey è un comune spagnolo di 135 abitanti situato nella comunità autonoma di Castiglia-La Mancia.